# 佩里尼亚克 (夏朗德省)
佩里尼亚克（法語：Pérignac，法語發音：[peʁiɲak]）是法国夏朗德省的一个市镇，位于该省南部，属于昂古莱姆区。

## 地理
佩里尼亚克（45°27'52"N, 0°4'38"E）面积25.52 平方千米，位于法国新阿基坦大区夏朗德省，该省份为法国西部内陆省份，北起德塞夫勒省和维埃纳省，东临上维埃纳省，东南至多尔多涅省，南至多爾多涅省，西接滨海夏朗德省。
与佩里尼亚克接壤的市镇（或旧市镇、城区）包括：贝什雷斯、沙迪里、诺纳克、武尔热扎克、蒙莫罗、科托迪布朗扎凯。

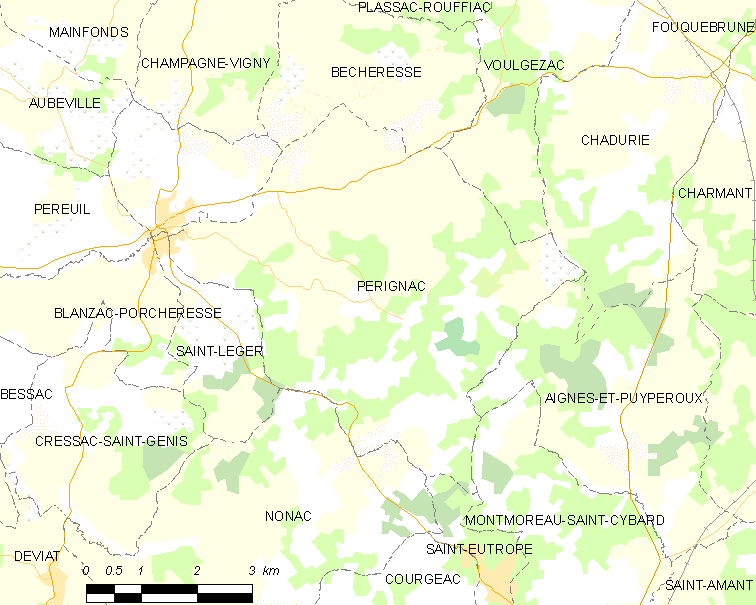
的OSM定位图

佩里尼亚克的时区为UTC+01:00、UTC+02:00（夏令时）。

## 行政
佩里尼亚克的邮政编码为16250，INSEE市镇编码为16258。

## 政治
佩里尼亚克所属的省级选区为夏朗德南县。

## 人口

1962-2008年间人口变化图示

佩里尼亚克于2022年1月1日时的人口数量为496人。